# Lucernaria australis
Lucernaria australis is een neteldier uit de klasse Staurozoa. 
Het dier komt uit het geslacht Lucernaria en behoort tot de familie Lucernariidae. Lucernaria australis werd in 1908 voor het eerst wetenschappelijk beschreven door Vanhöffen.